# Ulex eriocladus
Ulex eriocladus, llamado popularmente aulaga, aulaga prieta o tojo moruno, es un arbusto espinoso de color grisáceo de la familia de las fabáceas que puede alcanzar el metro o algo más de altura, formando parte de matorrales silíceos en el suroeste de la península ibérica.

## Descripción
Arbusto espinoso de aspecto ceniciento o verde-grisáceo. Tanto los tallos como las ramas y espinas están densamente cubiertos por pelos cortos, curvados, más o menos pegados al tallo. Espinas primarias 1-1,5 cm, rectas, patentes y numerosas; espinas secundarias de hasta 1 cm, rectas o ligeramente arqueadas, alternas o subopuestas (casi opuestas), regularmente dispuestas a lo largo de la primaria. Filodios 2-5 mm, rígidos, espinescentes, patentes respecto a su espina, triangular-lineares, pubescentes o glabrescentes (desprovistos de pelos).

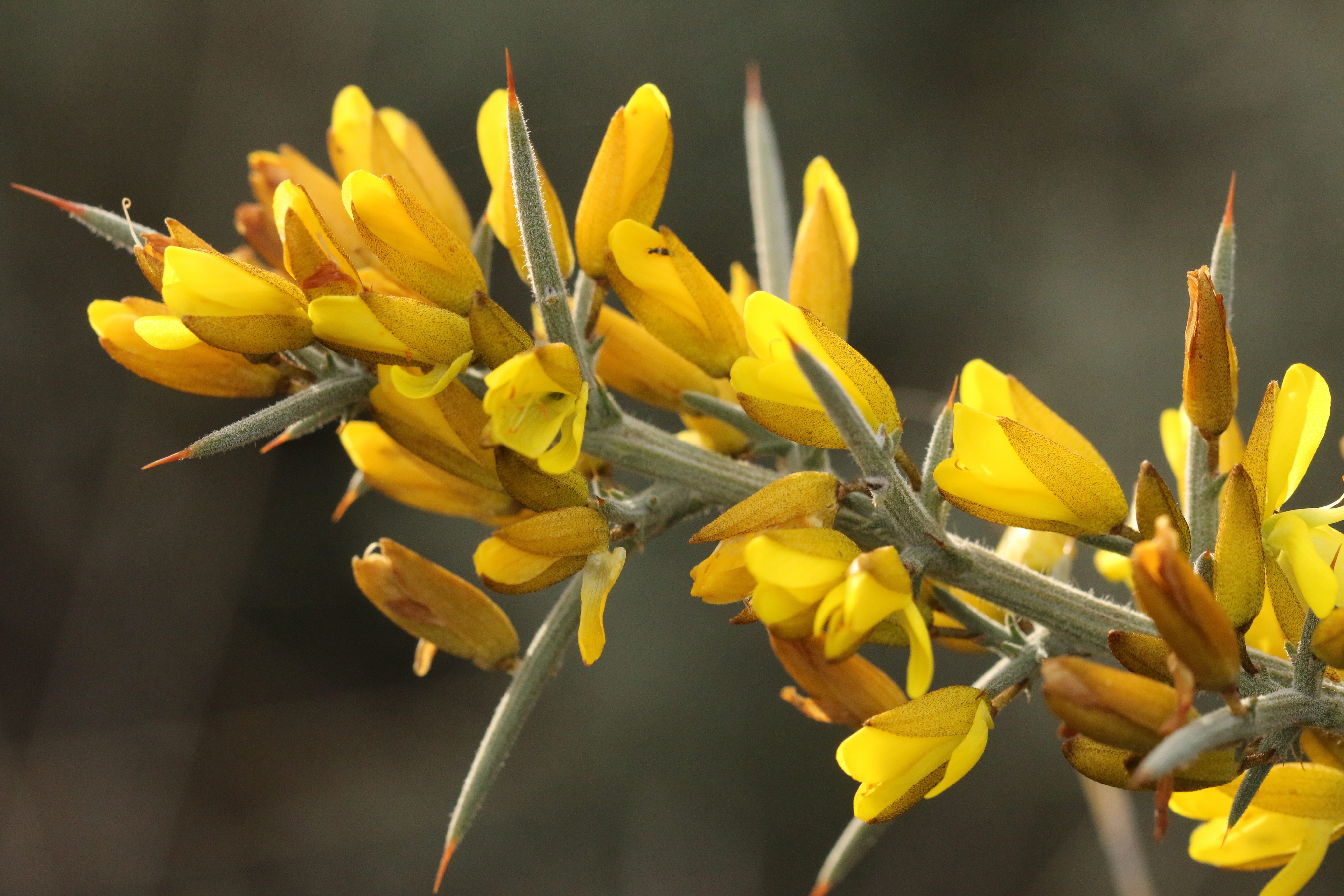
Flores y espinas

Flores amarillas, solitarias, axilares, hermafroditas (sexualidad vegetal), zigomorfas (con un solo plano de simetría), pentámeras. Bracteolas de hasta 1 mm, tan anchas como el pedicelo, ovadas. Pedicelos 2-4 mm, pubescentes. Cáliz de 7-11 mm, profundamente bilabiado, con labios (especialmente el inferior) que disminuyen bruscamente en anchura y con mucha frecuencia profundamente constreñidos cerca de la base, con pelos esparcidos, blanquecinos, dorados, o más frecuentemente pardos o negruzcos, especialmente en los botones florales jóvenes, labio superior 2-2,5 mm de anchura. Corola tan larga o ligeramente más larga que el cáliz. Con estandarte (pétalo superior muy desarrollado) 8,5-13,5 x 4-8 mm, tan largo o ligeramente más largo que el cáliz, glabro, alas (dos pétalos laterales) 6,5-11 x 1,8-3 mm, y quilla (dos piezas inferiores) 7,5-10,5 x 2-3,5 mm más larga que las alas. Androceo monadelfo (con los estambres soldados por sus filamentos formando un solo haz) con 10 estambres.

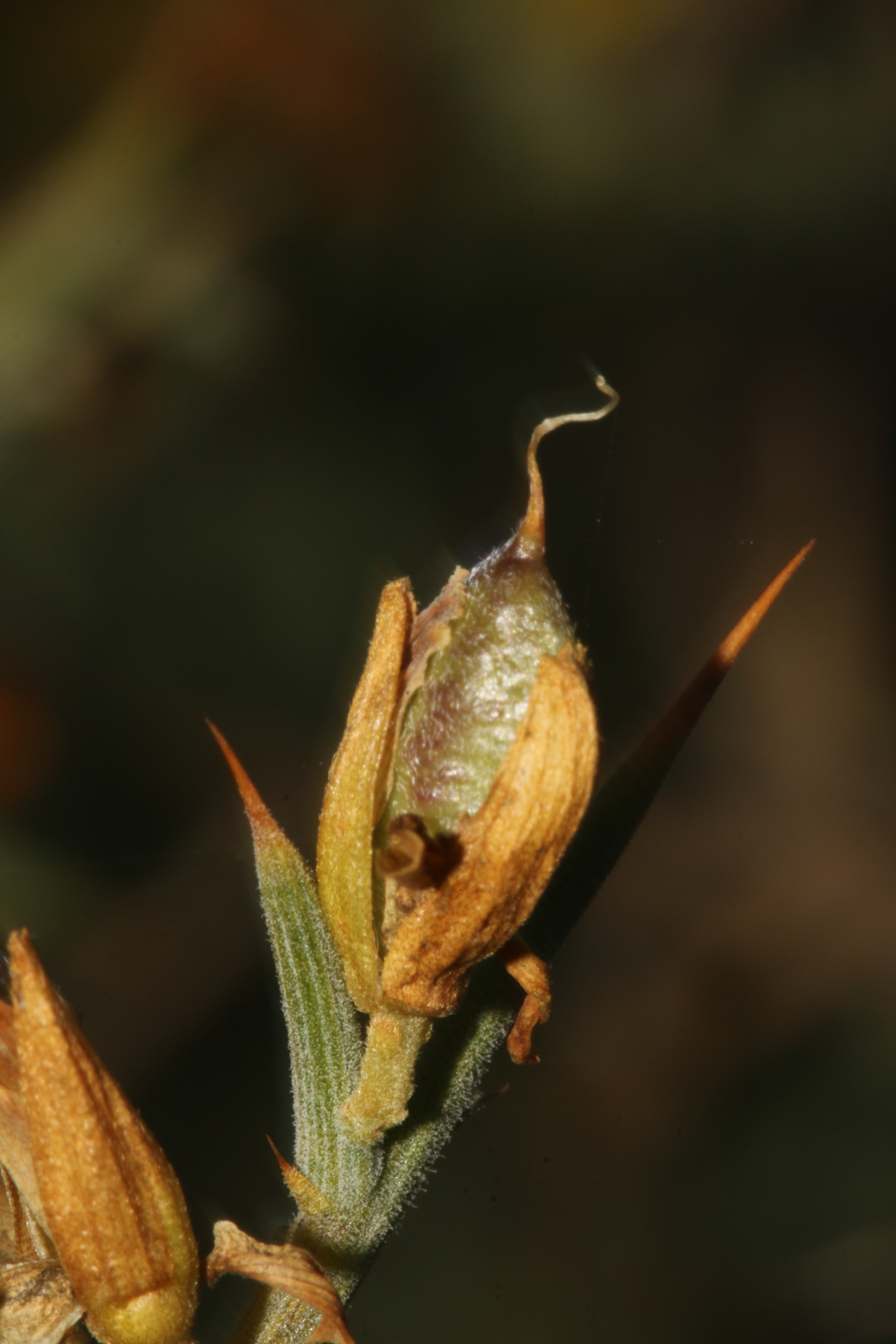
Fruto madurando

Fruto tipo legumbre oblonga u obovada, 10,5-13 x 3,5-4 mm, tan largo como el cáliz o algo más largo, con 1-4 semillas. Semillas 2,1-2,8 x 1,7-2,1 mm.
Floración: Florece de noviembre a marzo.

## Distribución y Hábitat
Se encuentra sobre suelos ácidos, formando parte de brezales y jarales. Frecuente. Aracena, Andévalo, Campiña de Huelva, Condado-Aljarafe, Litoral de Huelva. 
Distribución general. Endémico del suroeste de la península ibérica.

## Taxonomía
Ulex eriocladus fue descrita por C. Vicioso (Carlos Vicioso Martínez) in Bol. Inst. Forest. Invest. 
Etimología
Ulex: nombre genérico que es el antiguo nombre latino de esta planta o alguna similar
eriocladus: del griego erios (lanoso) y klados (rama)
Sinónimos
- Ulex parviflorus subsp. eriocladus (C. Vicioso) D.A. Webb in Feddes Repert. 74: 5 (1967)

- Ulex ianthocladus auct.